# Lerista orientalis
Lerista orientalis là một loài thằn lằn trong họ Scincidae. Loài này được De Vis mô tả khoa học đầu tiên năm 1889.